# Kāseb Maḩalleh
Kāseb Maḩalleh (persiska: كاسب محله) är en ort i Iran.   Den ligger i provinsen Mazandaran, i den norra delen av landet, 120 km nordost om huvudstaden Teheran. Kāseb Maḩalleh ligger 33 meter över havet och antalet invånare är 294.
Terrängen runt Kāseb Maḩalleh är platt, och sluttar norrut. Runt Kāseb Maḩalleh är det ganska tätbefolkat, med 149 invånare per kvadratkilometer. Närmaste större samhälle är Āmol, 7,0 km sydost om Kāseb Maḩalleh. Trakten runt Kāseb Maḩalleh består till största delen av jordbruksmark.